# Бабич, Иван Николаевич
Иван Николаевич Бабич (род. 2 сентября 1982, Назарово, Красноярский край, РСФСР, СССР) — российский политический деятель, депутат Государственной думы VIII созыва от КПРФ (с 2021 года). 
Заместитель председателя комитета Государственной Думы по финансовому рынку.

## Биография
Иван Бабич родился в 1982 году в городе Назарово в Красноярском крае, в 2009 году окончил Сибирский федеральный университет. Занимался бизнесом: был учредителем и генеральным директором ООО «РЖД регион сервис» и ООО «Дилер» (Москва), ООО «Хозоптторг» (Красноярск), банка «Кредит экспресс» (Ростов-на-Дону). В 2010—2021 годах занимал пост генерального директора в ООО «Мобильные технологии» (Красноярск).
В 2021 году Бабич был избран от КПРФ в Государственную думу по единому федеральному списку от регионального округа, включающего Хакасию, Красноярский край и Томскую область. С 2022 года он находится под санкциями всех стран Европейского союза, Великобритании, США, Канады, Швейцарии, Австралии, Японии, Украины, Новой Зеландии.